# Daihatsu Mud Master C
De Daihatsu Mud Master C is een conceptauto van het Japanse merk Daihatsu. De auto werd gepresenteerd op de Tokyo Motor Show van 2007. Het is nog niet duidelijk of de Mud Master ook in productie genomen zal worden.

## Toepassing
De Mud Master is ontworpen om een kleine off-roader te zijn. Hij heeft een grote bodemvrijheid (35 cm) en een korte wielbasis, dit moet ervoor zorgen dat smalle modderpaden begaanbaar worden. Er zijn twee zitplaatsen en het laadgedeelte is volledig aan te passen. De versie die op de beurs te zien was had een fietsenrek met vleugeldeuren achterop. Dit zou volgens Daihatsu ideaal zijn voor het ondersteunen van een mountainbike-team. Het fietsenrek kan eventueel vervangen worden door een hijskraan of een laadbak waardoor een pick-up ontstaat.
In productie:
Copen ·
Cuore ·
Hijet ·
Materia ·
Sirion ·
Terios ·
Trevis
Concepts:
Mud Master C
Niet meer in productie:
Applause ·
Charade ·
Charmant ·
Consorte ·
Compagno ·
Fellow ·
Feroza ·
Gran Move ·
Max Cuore ·
Move ·
Rocky ·
Taft ·
Valéra ·
YRV